# Sarsi Emmanuelle
Sarsi Emmanuelle était une danseuse et une actrice, née le 17 novembre 1966 à Olagonpo City, Philippines.

## Biographie
Sarsi Emmanuelle fit partie des Softdrink Beauties, un groupe de jeunes actrices des années 1980 qui avaient pris un nom de scène contenant un nom de boisson (le sarsi étant un soda à la salsepareille ressemblant à la racinette) : Pepsi Paloma, Coca Nicolas. Parfois mineures (Pepsi Paloma, qui allait se suicider à 19 ans, avait 14 ans dans Brown Emmanuelle), elles apparaissaient dans des Bomba films, un genre érotique et populaire du cinéma philippin qui était né dans les années 1970et qui perdurait, alors que les série B et Z philippines étaient florissantes dans les années 1980.
Elle fut découverte par Rey de la Cruz.
Elle fit des films avec quelques uns des réalisateurs philippins les plus connus de cette époque : Celso Ad. Castillo (en), Lino Brocka, Peque Gallaga, Tikoy Aguiluz (en) ou Elwood Perez.
Elle se retira du cinéma dans les années 1990 pour mener une vie familiale normale.

## Filmographie

### Cinéma
- 1984 : Naked Island : Cresencia
- 1984 : Matukso kaya ang anghel?
- 1984 : Diegong Bayong
- 1985 : Virgin Forest : Chayong
- 1985 : Bomba Queen
- 1985 : Room 69 : Cora
- 1985 : Boatman : Gigi
- 1985 : White Slavery : Joy
- 1985 : Silip : Selda
- 1985 : Bed Sins
- 1985 : Yvonne : Yvonne
- 1986 : Nude City
- 1986 : Clarizza : Clarizza
- 1986 : Gabi na, kumander : Geraldine
- 1987 : Laruang putik
- 1988 : Nakausap ko ang birhen
- 2002 : Alyas Bomba Queen : Myrna
- 2006 : Raket ni nanay : Mimosa
- 2008 : Snake Sisters

### Télévision
- 2002-2005 : Vous vous en souviendrez (Maaalaala mo kaya) (Série TV)
- 2003 : It Might Be You (Série TV) : Lupe San Carlos